# Мнемосхема

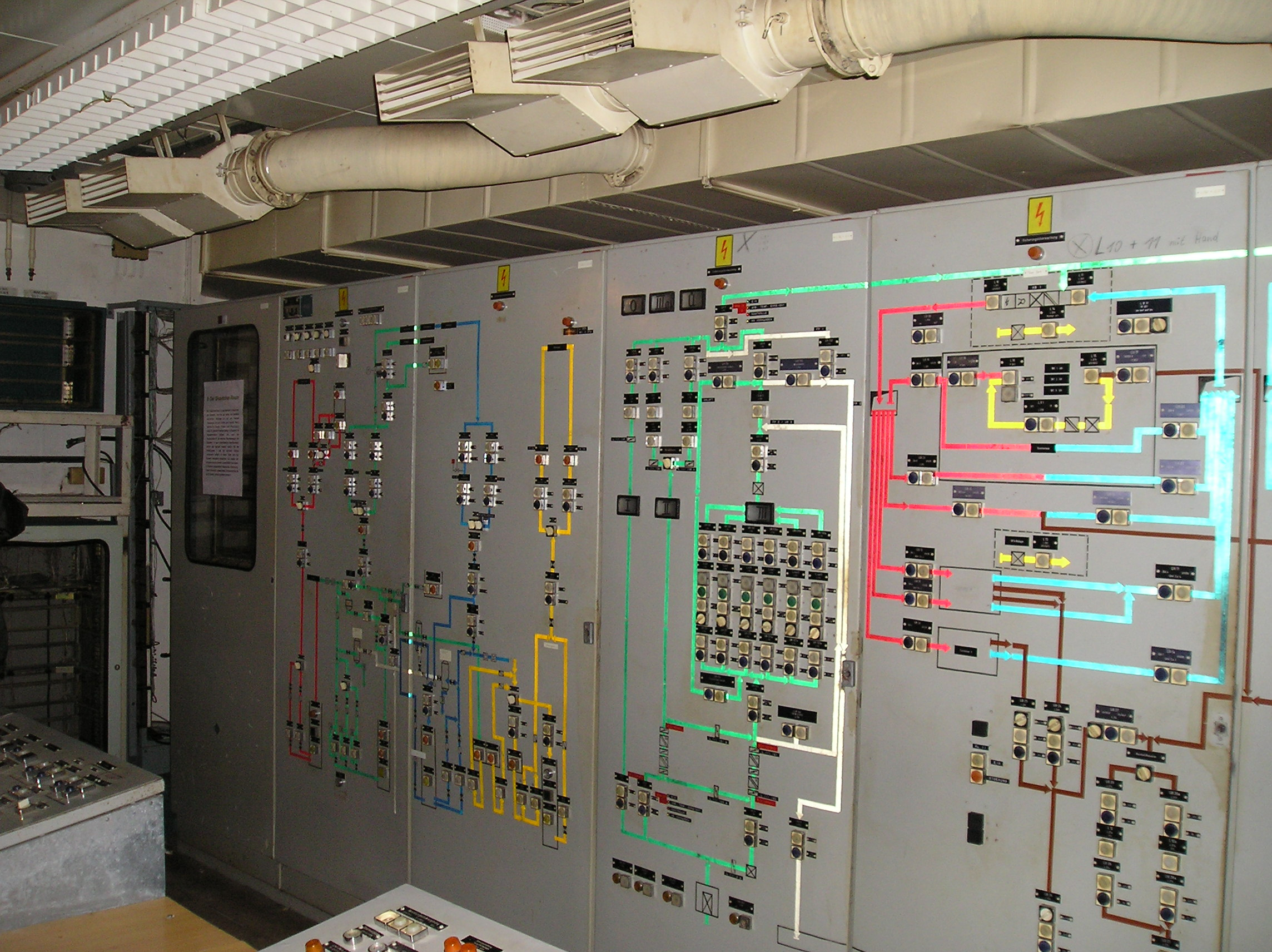
Мнемосхема.

Мнемосхе́ма — сукупність сигнальних обладнань і сигнальних зображень устаткування й внутрішніх зв'язків контрольованого об'єкта, розташовуваних на диспетчерських пультах, операторських панелях або виконаних на персональному комп'ютері.
Інформація, яка виводиться на мнемосхему може бути представлена у вигляді аналогового, дискретного й релейного сигналу, а також графічно.
На мнемосхемах відбивається основне устаткування, сигнали, стан регулювальних органів. Допоміжний і довідковий матеріал треба розташувати в додаткових формах відображення, з можливостями максимально швидкого відображення цих допоміжних форм на екрані.
Для полегшення сприйняття інформації в сенсорному полі диспетчера, оператора технологічного процесу інтерфейс системи керування виконується у вигляді мнемосхеми установки.